# لاوترتال
لاوترتال (به آلمانی: Lautertal) یک شهر در آلمان است که در فگلسبرگکرایس واقع شده‌است. لاوترتال ۲٬۵۸۴ نفر جمعیت دارد.

## خواهرخوانده
شهر Radlett خواهرخواندهٔ لاوترتال هست.